# Italia en los Juegos Olímpicos de Los Ángeles 1932
Italia estuvo representada en los Juegos Olímpicos de Los Ángeles 1932 por un total de 112 deportistas que compitieron en 13 deportes.  
El portador de la bandera en la ceremonia de apertura fue el atleta Ugo Frigerio.

## Medallistas
El equipo olímpico italiano obtuvo las siguientes medallas:
| Nombre | Deporte            | Competición                    |
| --- | ------------------ | ------------------------------ |
| Oro |                    |                                |
| Luigi Beccali | Atletismo          | 1500 m M                       |
| Nino Borsari Marco Cimatti Alberto Ghilardi Paolo Pedretti                                                                                      | Ciclismo en pista  | Persecución por eqs. M         |
| Attilio Pavesi | Ciclismo en ruta   | Ruta ind. M                    |
| Giuseppe Olmo Attilio Pavesi Guglielmo Segato                                                                                                   | Ciclismo en ruta   | Ruta por eqs. M                |
| Gustavo Marzi | Esgrima            | Florete ind. M                 |
| Giancarlo Cornaggia-Medici | Esgrima            | Espada ind. M                  |
| Romeo Neri | Gimnasia artística | Concurso completo ind. M       |
| Romeo Neri | Gimnasia artística | Paralelas M                    |
| Savino Guglielmetti | Gimnasia artística | Salto de potro M               |
| Oreste Capuzzo Savino Guglielmetti Mario Lertora Romeo Neri Franco Tognini                                                                      | Gimnasia artística | Concurso completo por eqs. M   |
| Giovanni Gozzi | Lucha grecorromana | 61 kg M                        |
| Renzo Morigi | Tiro               | Pistola rápida de fuego 25 m M |
| Plata |                    |                                |
| Gino Rossi | Boxeo              | Semipesado (79,4 kg) M         |
| Luigi Rovati | Boxeo              | Pesado (+79,4 kg) M            |
| Guglielmo Segato | Ciclismo en ruta   | Ruta ind. M                    |
| Giulio Gaudini | Esgrima            | Sable ind. M                   |
| Giulio Gaudini Gioacchino Guaragna Gustavo Marzi Giorgio Pessina Ugo Pignotti Rodolfo Terlizzi                                                  | Esgrima            | Florete por eqs. M             |
| Carlo Agostoni Giancarlo Cornaggia-Medici Renzo Minoli Saverio Ragno Franco Riccardi                                                            | Esgrima            | Espada por eqs. M              |
| Renato Anselmi Arturo De Vecchi Giulio Gaudini Gustavo Marzi Ugo Pignotti Emilio Salafia                                                        | Esgrima            | Sable por eqs. M               |
| Omero Bonoli | Gimnasia artística | Caballo con arcos M            |
| Carlo Galimberti | Halterofilia       | 75 kg M                        |
| Marcello Nizzola | Lucha grecorromana | 56 kg M                        |
| Riccardo Divora Bruno Parovel Giovanni Plazzer Giovanni Scherl Bruno Vattovaz                                                                   | Remo               | Cuatro con timonel (M4+) M     |
| Mario Balleri Renato Barbieri Dino Barsotti Renato Bracci Vittorio Cioni Guglielmo Del Bimbo Enrico Garzelli Roberto Vestrini Cesare Milani (t) | Remo               | Ocho con timonel (M8+) M       |
| Bronce |                    |                                |
| Ugo Frigerio | Atletismo          | 50 km marcha M                 |
| Giuseppe Castelli Ruggero Maregatti Gabriele Salviati Edgardo Toetti                                                                            | Atletismo          | 4 × 100 m M                    |
| Bruno Pellizzari | Ciclismo en pista  | Velocidad ind. M               |
| Giulio Gaudini | Esgrima            | Florete ind. M                 |
| Carlo Agostoni | Esgrima            | Espada ind. M                  |
| Mario Lertora | Gimnasia artística | Suelo M                        |
| Giovanni Lattuada | Gimnasia artística | Anillas M                      |
| Gastone Pierini | Halterofilia       | 67,5 kg M                      |
| Ercole Gallegati | Lucha grecorromana | 72 kg M                        |
| Mario Gruppioni | Lucha grecorromana | 87 kg M                        |
| Francesco Cossu Giliante D'Este Antonio Garzoni Provenzani Antonio Ghiardello                                                                   | Remo               | Cuatro sin timonel (M4-) M     |
| Domenico Matteucci | Tiro               | Pistola rápida de fuego 25 m M |